# P/2012 O2 (Макнота)
P/2012 O2 (Макнота) — одна з короткоперіодичних комет сім'ї Юпітера. Відкрита 20 липня 2012 року Робертом Макнотом. На момент відкриття мала зоряну величину 18,3.